# Fastback

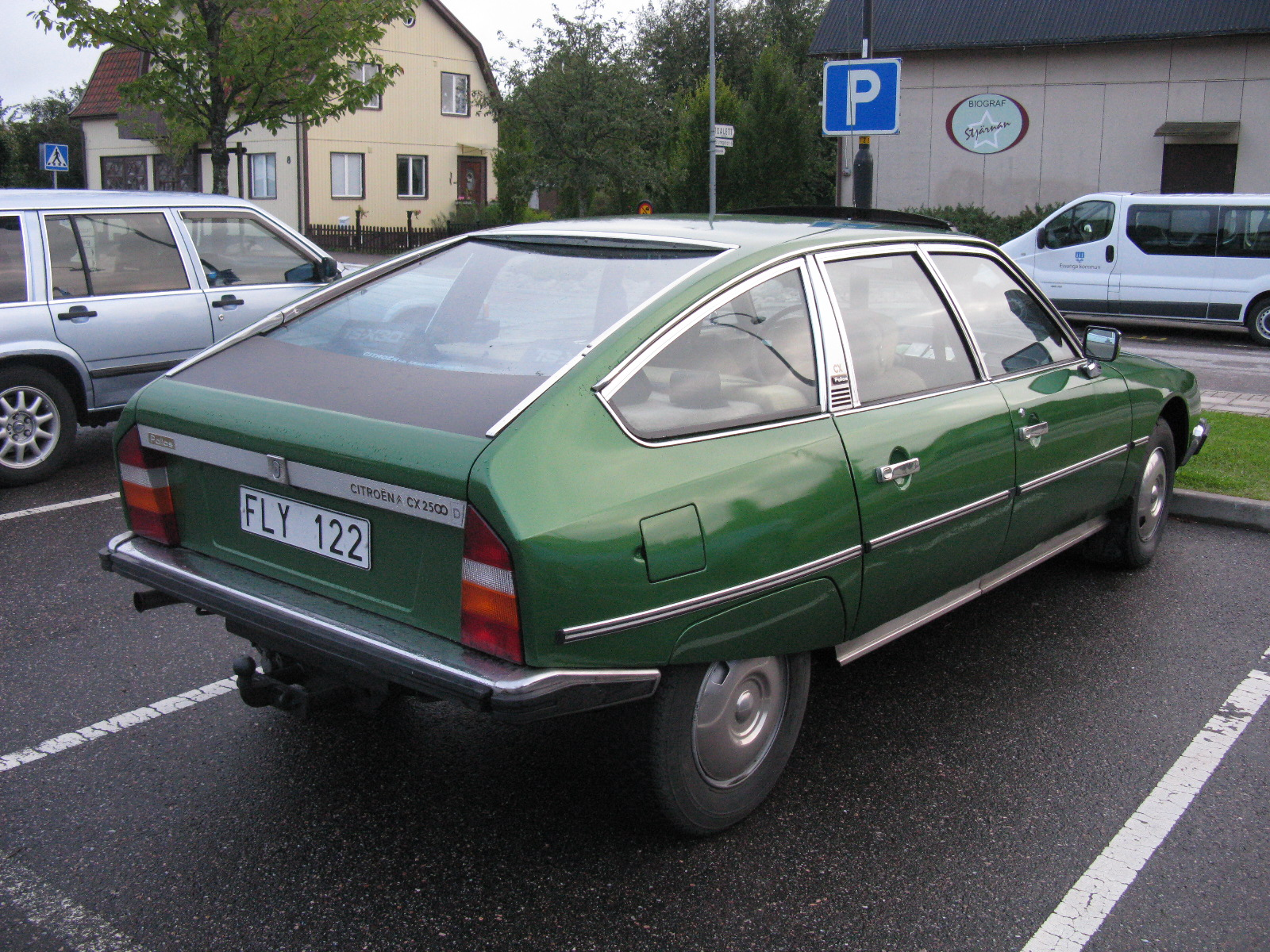
Citroën CX 1978, um exemplo de sedã fastback de 4 portas

Um fastback é um recurso de estilo automotivo, definido pela traseira do carro tendo uma única inclinação do teto até a traseira.

## Definição
Um fastback é frequentemente definido como tendo uma única inclinação do teto até a traseira do veículo.
Tradicionalmente, um fastback possui uma abertura no porta-malas separada da janela traseira, a qual permanece em uma posição fixa. O termo "fastback" não é intercambiável com "liftback"; o primeiro descreve o formato do carro, e o último se refere a uma porta traseira com dobradiças no teto que se levanta para cima para acesso à área de armazenamento.
Mais especificamente, o Road & Track Illustrated Automotive Dictionary define o fastback como

Um estilo de carroceria fechada, geralmente um cupê, mas às vezes um sedã, com um teto inclinado gradualmente em uma linha ininterrupta do para-brisa até a borda traseira do carro. Um fastback naturalmente se presta a uma configuração hatchback e muitos a têm, mas nem todos os hatchbacks são fastbacks e vice-versa.

No caso do Ford Mustang, o termo "fastback" é usado para diferenciar do estilo de carroceria cupê notchback, que tem uma janela traseira mais inclinada seguida por uma tampa do porta-malas horizontal.

## História
Os designers de automóveis na década de 1930 começaram a usar elementos da aerodinâmica de aeronaves para aumentar a aerodinâmica dos veículos de aparência quadrada de sua época. Esses designs, que estavam à frente de seu tempo quando exibidos no início da década de 1930, incluíam uma simplificação em forma de gota na traseira do carro, uma configuração semelhante ao que seria conhecido como "fastback" 25 anos depois. O Merriam-Webster reconheceu o termo "fastback" pela primeira vez em 1954, muitos anos antes da popularização do termo "hatchback", que entrou no dicionário em 1970. As opiniões variam quanto a se os termos são mutuamente exclusivos.

Os fastbacks produzem menos turbulência (portanto, menos arrasto) do que os designs convencionais de três volumes (Tre volumi)

## Vantagens aerodinâmicas
Fastbacks fornecem uma vantagem no desenvolvimento de veículos aerodinâmicos com um baixo coeficiente de arrasto. Por exemplo, embora não tivesse um túnel de vento, a Hudson projetou seus carros pós-Segunda Guerra Mundial para parecerem aerodinâmicos, e "testes conduzidos pela Nash mais tarde descobriram que o Hudson tinha quase 20% menos arrasto do que os sedãs notchback contemporâneos". No entanto, o formato aerodinâmico em forma de lágrima significava menor espaço para a cabeça dos passageiros do banco traseiro, visibilidade limitada para a traseira para o motorista e também significava um design de extremidade traseira menos prático e alongado.

## Exemplos
- Stout Scarab[15]
- Tatra 77
- Tatra 97
- Tatra 87
- Volkswagen Fusca[16]
- Nash 600[17]
- Chevrolet Fleetline[18]
- Chevrolet Fleetmaster
- GAZ-M20 Pobeda
- Porsche 356[19][20]
- FSO Warszawa
- Volkswagen Typ 3
- Citroën Ami 8
- AMC Marlin[21][22]
- Ford Mustang 1ª geração
- Opel Kadett B
- Volkswagen Typ 4
- Volkswagen TL
- Volkswagen Karmann-Ghia TC
- Citroën GS
- Fiat 127
- SEAT 127
- Austin Allegro
- Volkswagen Passat B1
- Citroën CX
- Leyland Princess
- Opel Monza
- Buick Century 4ª geração[23]
- Mercedes-Benz Classe CLS
- Citroën C6
- Volkswagen CC